# Anders Bardal
Anders Bardal (* 24. August 1982 in Steinkjer) ist ein ehemaliger norwegischer Skispringer, der für den Skiclub in Steinkjer sprang. Bei den Nordischen Skiweltmeisterschaften 2013 im Val di Fiemme wurde er Weltmeister von der Normalschanze.

## Werdegang
Bardal, der bei den Junioren-Weltmeisterschaften im slowakischen Štrbské Pleso mit der norwegischen Auswahl die Silbermedaille im Mannschaftsspringen gewonnen hatte, debütierte im Weltcup im Februar 2001 in Willingen. 2005 kritisierte Anders Bardal, dass er nicht für die Vierschanzentournee nominiert wurde. Seinen ersten Podestplatz hatte er in der Saison 2006/07, als er in Oslo Dritter wurde. Bis zu seinem ersten Weltcupsieg am 27. Januar 2008 in Zakopane war sein bestes Einzelresultat ein zweiter Platz bei der Vierschanzentournee 2007/08 in Bischofshofen. Einen zweiten Platz konnte er auch beim Sommer-Grand-Prix 2006 in Oberhof erreichen.
Bei den Nordischen Skiweltmeisterschaften 2007 in Sapporo gewann er zusammen mit Tom Hilde, Anders Jacobsen und Roar Ljøkelsøy die Silbermedaille im Teamspringen von der Großschanze.
Bei den Olympischen Winterspielen 2010 in Vancouver erreichte er im Springen von der Normalschanze den 18. Platz. Mit der Mannschaft gewann er im Teamspringen die Bronzemedaille.
Ende März 2011 sicherte sich Anders Bardal den norwegischen Meistertitel auf der Normalschanze in Steinkjer.
Bei der Vierschanzentournee 2011/12 erreichte er Platz vier und damit seine bisher beste Platzierung in dieser Wettbewerbsserie. Durch seinen Sieg beim Weltcup am 12. Februar 2012 in Willingen sicherte er sich erstmals in seiner Karriere das gelbe Trikot des Führenden im Gesamtweltcup. Es gelang ihm, die Führung im Gesamtweltcup bis zum Saisonende zu verteidigen und diesen damit erstmals in seiner Karriere zu gewinnen. Er ist damit der erste norwegische Gesamtweltcupsieger seit Espen Bredesen in der Saison 1993/94. Bei der anschließenden Skikönig-Wahl durch Sportjournalisten erreichte Bardal den dritten Platz hinter den Skilangläufern Dario Cologna und Marit Bjørgen. Bei den Nordischen Skiweltmeisterschaften 2013 im Val di Fiemme gewann er vor Gregor Schlierenzauer und Peter Prevc Gold beim Springen von der Normalschanze. Im September des Jahres gelangen ihm in Nischni Tagil und Almaty seine ersten beiden Grand-Prix-Siege. In dieser Sommerserie belegte er am Saisonende den dritten Platz.
Am 9. Februar holte er bei den Olympischen Winterspielen 2014 in Sotschi Bronze auf der Normalschanze hinter Kamil Stoch und Peter Prevc. Ein Jahr später gewann Bardal bei den Nordischen Skiweltmeisterschaften in Falun die Silbermedaille im Mixed-Wettbewerb von der kleinen Schanze gemeinsam mit Line Jahr, Maren Lundby und Rune Velta. Im Mannschaftswettbewerb von der Großschanze gewann er gemeinsam mit Anders Jacobsen, Anders Fannemel und Rune Velta die Goldmedaille.
Nach einer durchwachsenen Weltcup-Saison 2014/15 gab Anders Bardal vor dem traditionellen Abschlussspringen in Planica an, dort nicht mehr teilzunehmen und seine aktive Karriere zu beenden. Dementsprechend fand sein letztes Springen in seiner Heimat Norwegen am Holmenkollen statt. Als Gründe für seinen Rücktritt gab Bardal fehlende Motivation und den Wunsch, mehr Zeit mit seiner Familie verbringen zu wollen, an.
Anders Bardal spricht neben Norwegisch auch Englisch und Deutsch und ist Vater einer Tochter.

## Erfolge

### Weltmeisterschaft
- Sapporo 2007: 2. Mannschaft Großschanze, 16. Einzel Normalschanze
- Liberec 2009: 12. Einzel Normalschanze, 5. Einzel Großschanze, 2. Mannschaft Großschanze
- Oslo 2011: 9. Einzel Normalschanze, 2. Team Normalschanze, 7. Einzel Großschanze, 2. Team Großschanze
- Val di Fiemme 2013: 1. Einzel Normalschanze, 4. Team Großschanze
- Falun 2015: 2. Mixed-Mannschaft

### Skiflug-Weltmeisterschaft
- Harrachov 2002: 15. Einzel
- Oberstdorf 2008: 18. Einzel, 3. Mannschaft
- Planica 2010: 2. Mannschaft
- Vikersund 2012: 7. Einzel, 4. Mannschaft

### Olympische Spiele
- Salt Lake City 2002: 27. Einzel Normalschanze, 25. Einzel Großschanze, 9. Mannschaft Großschanze
- Vancouver 2010: 18. Einzel Normalschanze, 22. Einzel Großschanze, 3. Mannschaft Großschanze
- Sotschi 2014: 3. Einzel Normalschanze, 16. Einzel Großschanze, 6. Mannschaft Großschanze

### Weltcupsiege im Einzel
| Nr. | Datum             | Ort       | Typ         |
| --- | ----------------- | --------- | ----------- |
| 1.  | 27. Januar 2008   | Zakopane  | Großschanze |
| 2.  | 17. Dezember 2011 | Engelberg | Großschanze |
| 3.  | 15. Januar 2012   | Tauplitz  | Skifliegen  |
| 4.  | 12. Februar 2012  | Willingen | Großschanze |
| 5.  | 9. Januar 2013    | Wisła     | Großschanze |
| 6.  | 19. Januar 2014   | Zakopane  | Großschanze |
| 7.  | 7. März 2014      | Trondheim | Großschanze |

### Weltcupsiege im Team
| Nr. | Datum             | Ort         | Typ         |
| --- | ----------------- | ----------- | ----------- |
| 1.  | 30. November 2007 | Kuusamo     | Großschanze |
| 2.  | 16. Februar 2008  | Willingen   | Großschanze |
| 3.  | 15. März 2008     | Planica     | Skifliegen  |
| 4.  | 21. März 2009     | Planica     | Skifliegen  |
| 5.  | 6. März 2010      | Lahti       | Großschanze |
| 6.  | 10. Dezember 2011 | Harrachov   | Großschanze |
| 7.  | 11. Februar 2012  | Willingen   | Großschanze |
| 8.  | 23. November 2012 | Lillehammer | Mixed-Team  |
| 9.  | 17. Februar 2013  | Oberstdorf  | Skifliegen  |

### Weltcup-Platzierungen
| Saison  | Platz | Punkte |
| ------- | ----- | ------ |
| 2000/01 | 53.   | 0047   |
| 2001/02 | 36.   | 0109   |
| 2002/03 | 42.   | 0077   |
| 2003/04 | 32.   | 0162   |
| 2004/05 | 54.   | 0028   |
| 2005/06 | 27.   | 0161   |
| 2006/07 | 16.   | 0418   |
| 2007/08 | 05.   | 0942   |
| 2008/09 | 10.   | 0598   |
| 2009/10 | 36.   | 0099   |
| 2010/11 | 14.   | 0419   |
| 2011/12 | 01.   | 1325   |
| 2012/13 | 02.   | 0999   |
| 2013/14 | 04.   | 1071   |
| 2014/15 | 18.   | 0477   |

### Grand-Prix-Siege im Einzel
| Nr. | Datum              | Ort           | Typ           |
| --- | ------------------ | ------------- | ------------- |
| 1.  | 14. September 2013 | Nischni Tagil | Normalschanze |
| 2.  | 21. September 2013 | Almaty        | Großschanze   |

### Grand-Prix-Platzierungen
| Saison | Platz | Punkte |
| ------ | ----- | ------ |
| 2002   | 52.   | 005    |
| 2003   | 46.   | 009    |
| 2005   | 38.   | 031    |
| 2006   | 08.   | 221    |
| 2007   | 51.   | 030    |
| 2008   | 27.   | 082    |
| 2010   | 47.   | 022    |
| 2011   | 59.   | 020    |
| 2012   | 14.   | 133    |
| 2013   | 03.   | 323    |
| 2014   | 32.   | 077    |

### Schanzenrekorde
| Ort       | Land       | Weite               | aufgestellt am    | Rekord bis        |
| --------- | ---------- | ------------------- | ----------------- | ----------------- |
| Harrachov | Tschechien | 212,5 m (HS: 205 m) | 9. März 2002      | 9. März 2002      |
| Trondheim | Norwegen   | 139,5 m (HS: 140 m) | 6. Dezember 2009  | 6. Dezember 2009  |
| Planica   | Slowenien  | 136,5 m (HS: 130 m) | 21. März 2014     | 21. März 2014     |
| Engelberg | Schweiz    | 141,0 m (HS: 137 m) | 19. Dezember 2014 | 20. Dezember 2015 |